# Vila Nova de Gaia
Vila Nova de Gaia este un oraș de coastă în nod-vestul Portugaliei, pe malul sudic al fluviului Duero.
Se află lângă Duero. Are o suprafață de 168,46 km². Populația este de 303.824 locuitori, determinată în 2021, prin recensământ.
| Nom                                      | Populație | Area            | Densitate   |
| ---------------------------------------- | --------- | --------------- | ----------- |
| Arcozelo                                 | 12 393    | 7,82 km²        | 1 548,8/km² |
| Avintes                                  | 11 523    | 9,38 km²        | 1 228,5/km² |
| Canelas                                  | 12,303    | 7,47 km²        | 1 647/km²   |
| Canidelo                                 | 23 737    | 8,05 km²        | 2 948,7/km² |
| Crestuma                                 | 2 962     | 4,93 km²        | 600,8/km²   |
| Grijó                                    | 10 267    | 11.46 km²       | 895,9/km²   |
| Gulpilhares                              | 9 707     | 6,14 km²        | 1 580,9/km² |
| Lever                                    | 3 033     | 6,88 km²        | 440,8/km²   |
| Madalena                                 | 9 356     | 6,02 km²        | 1 554,2/km² |
| Mafamude (Vila Nova de Gaia)             | 38 940    | 5,39 km²        | 7 224,5/km² |
| Olival                                   | 5 616     | 7,96 km²        | 705,5/km²   |
| Oliveira do Douro                        | 23 384    | 6,72 km²        | 3 479,8/km² |
| Pedroso                                  | 18 449    | 19,65 km²       | 938,9/km²   |
| Perosinho                                | 5 950     | 4,71 km²        | 1 263,3/km² |
| Sandim                                   | 6 326     | 15,97 km²       | 396,1/km²   |
| São Félix da Marinha                     | 11 171    | 9 km²           | 1 241,2/km² |
| São Pedro da Afurada (Vila Nova de Gaia) | 3 442     | 1 km²           | 3 442/km²   |
| Seixezelo                                | 1 729     | 1,61 km²        | 1 073,9/km² |
| Sermonde                                 | 1 225     | 1,41 km²        | 868,8/km²   |
| Serzedo                                  | 7 547     | 7,62 km²        | 990,4/km²   |
| Valadares                                | 9 095     | 4,94 km²/494 ha | 1 841/km²   |
| Santa Marinha (Vila Nova de Gaia)        | 30 758    | 6 km²/600 ha    | 5 126,3/km² |
| Vilar de Andorinho                       | 16 710    | 6,52 km²/652 ha | 2 562,9/km² |
| Vilar do Paraíso                         | 13 126    | 4,17 km²/417 ha | 3 147,7/km² |